# Distichophyllum subcuspidatum
Distichophyllum subcuspidatum är en bladmossart som beskrevs av Noguchi och Iwatsuki 1972 [1973. Distichophyllum subcuspidatum ingår i släktet Distichophyllum och familjen Hookeriaceae. Inga underarter finns listade i Catalogue of Life.